# Затисівка
Затисі́вка (до 1946 року — Чума) — село в Пийтерфолвівській сільській громаді Берегівського району Закарпатської області України.

## Історія
Вперше згадується в 1323 році під назвою Chamafalva.
Саме слово Чома невідомого походження. Можливо, хтось із першопоселенців мав ім'я Чома і на його честь назвали село. Є ще одна версія, що населений пункт назвали так жінки, у яких померли чоловіки під час епідемії чуми, бо в чехословацький час село називали Чума за Тисою, а потім воно трансформувалось в Чому. Українська назва пішла від його географічного розміщення за річкою Тиса.
Населення було дуже бідним, а після епідемії холери в 1893 році, яка винищила більшість чоловіків, Чому стали називати «селом вдів». Перейменування населеного пункту Чума за Тисою проведено указом Президії Верховної Ради УРСР від 25 червня 1946 року.
У першій половині XVIII століття королівська фіскальна служба відсудила у поміщиків, які не могли надати доказів власності, село, яке тоді повністю впало у кріпацтво.
Із Затисівкою пов'язаний один цікавий епізод церковного життя. Уродженець села о. Іван Сокол в 1949-1954-х роках перебував у таборах ГУЛАГу за принципову відмову прийняти православ'я. Повернувшись у рідне село хворим, почав організовувати греко-католицьку громаду, відновив богослужіння згідно з греко-католицькими канонами. Зокрема, 6 травня 1956 року посвятив паски, 23 і 24 червня провів літургії в селі Чепа, 29 червня 1956 року похоронив 92-х річного М. Євчака за звичаєм греко-католицької церкви.
В грудні 1956 року його викликали у виноградівське відділення КДБ і попередили про незаконні дії при проведені церковних служб і треб. Після цього він зібрав 500 підписів з проханням зареєструвати громаду і поїхав до Москви, але, природно, нічого не домігся. Більше того, 4 лютого 1957 року його заарештували і в ужгородській тюрмі № 1 провели психіатричну експертизу. 20 лютого суд засудив його до примусового лікування в спеціальній психіатричній лікарні, де він пробув до літа 1959 року. Повернувшись додому, змушений був їхати в Росію, помер в Ужгороді в 1979 році.
Церква Успіння пр. богородиці. 1910
У 1775 році церкви в селі не було. У 1847 р. вже є дерев'яна церква. В 1923 р. згадують дерев'яну церкву, хоч вже було збудовано муровану церкву базилічної форми. Зберігся опис дерев'яної церкви: висота стін — 2 м, довжина нави — 9 м, ширина — 6 м, відкритий ґанок завширшки 2 м. В селі побутує легенда про дзвін, котрий під час навали «песиголовців» зняли з дерев'яної церкви і сховали в криниці, але потім не змогли знайти.
Згідно з написом угорською у вівтарі муровану церкву збудували і прикрасили у 1910—1914 роках за славного царювання апостольського царя Франца Йозефа І, високодостойного єпископа Мукачівської єпархії Антона Паппа, декана Василя Кофлановича, священика Августина Шереґія, куратора Івана Сокула. Церкву й іконостас розмалював художник Василь Лісовський (в інших джерелах — Володимир Лісовський). Гарні розписи ще не перемальовані. Фреска на плафоні біля хорів підписана ініціалами WL. Центральна має повний підпис. У 1933 р. церкву ремонтував будівельник І. Тівадар.

## Клімат
| Клімат Затисівки          | Клімат Затисівки | Клімат Затисівки | Клімат Затисівки | Клімат Затисівки | Клімат Затисівки | Клімат Затисівки | Клімат Затисівки | Клімат Затисівки | Клімат Затисівки | Клімат Затисівки | Клімат Затисівки | Клімат Затисівки | Клімат Затисівки |
| Показник                  | Січ.             | Лют.             | Бер.             | Квіт.            | Трав.            | Черв.            | Лип.             | Серп.            | Вер.             | Жовт.            | Лист.            | Груд.            | Рік              |
| Середній максимум, °C     | 0,8              | 3,4              | 9,5              | 16,1             | 21,3             | 24,1             | 25,9             | 25,5             | 21,5             | 15,7             | 8,1              | 3,0              | 14,6             |
| Середня температура, °C   | −2,5             | −0,2             | 4,8              | 10,6             | 15,5             | 18,5             | 20,1             | 19,5             | 15,8             | 10,4             | 4,6              | 0,2              | 9,8              |
| Середній мінімум, °C      | −5,8             | −3,8             | 0,1              | 5,1              | 9,7              | 12,9             | 14,3             | 13,6             | 10,1             | 5,1              | 1,2              | −2,6             | 5,0              |
| Норма опадів, мм          | 45               | 38               | 39               | 48               | 70               | 89               | 75               | 69               | 45               | 43               | 51               | 58               | 670              |
| ------------------------- | ---------------- | ---------------- | ---------------- | ---------------- | ---------------- | ---------------- | ---------------- | ---------------- | ---------------- | ---------------- | ---------------- | ---------------- | ---------------- |
| Джерело: climate-data.org |                  |                  |                  |                  |                  |                  |                  |                  |                  |                  |                  |                  |                  |